# Spital am Semmering
Spital am Semmering là một đô thị thuộc huyện Mürzzuschlag bang Steiermark, nước Áo. Đô thị Spital am Semmering có diện tích 72,59 km², dân số thời điểm cuối năm 2008 là 800 người.